# Snegotin
Snegotin (izvirno srbsko Снеготин) je naselje v Srbiji, ki upravno spada pod Občino Golubac; slednja pa je del Braničevskega upravnega okraja.

## Demografija
V naselju živi 171 polnoletnih prebivalcev, pri čemer je njihova povprečna starost 49,4 let (49,2 pri moških in 49,5 pri ženskah). Naselje ima 58 gospodinjstev, pri čemer je povprečno število članov na gospodinjstvo 3,33.
Prebivalstvo je večinoma nehomogeno, a v času zadnjih treh popisov je opazno zmanjšanje števila prebivalcev.
|  |

| Demografija | Demografija     | Demografija     |
| Leto        | Št. prebivalcev | Št. prebivalcev |
| ----------- | --------------- | --------------- |
|             |                 |                 |
|             |                 |                 |
|             |                 |                 |
|             |                 |                 |
| 1948        | 430             |                 |
| 1953        | 422             |                 |
| 1961        | 392             |                 |
| 1971        | 384             |                 |
| 1981        | 385             |                 |
| 1991        | 354             | 227             |
| 2002        | 333             | 201             |
|             |                 |                 |

| Etnična sestava po popisu iz leta 2002 | Etnična sestava po popisu iz leta 2002 | Etnična sestava po popisu iz leta 2002 | Etnična sestava po popisu iz leta 2002 | Etnična sestava po popisu iz leta 2002 |
| -------------------------------------- | -------------------------------------- | -------------------------------------- | -------------------------------------- | -------------------------------------- |
| Srbi                                   | Srbi                                   |                                        | 116                                    | 57,71%                                 |
| Vlahi                                  | Vlahi                                  |                                        | 73                                     | 36,31%                                 |
| Romuni                                 | Romuni                                 |                                        | 1                                      | 0,49%                                  |
| Jugoslovani                            | Jugoslovani                            |                                        | 1                                      | 0,49%                                  |
| Neznano                                | Neznano                                |                                        | 0                                      | 0,0%                                   |